# Williams FW14
La Williams FW14 è un'automobile monoposto di Formula 1 con cui la Williams ha disputato il Campionato mondiale di Formula 1 nel 1991. Nel 1992 la vettura, aggiornata e rinominata FW14B, ha vinto sia il Campionato mondiale costruttori di Formula 1 sia il Campionato mondiale piloti di Formula 1, grazie a Nigel Mansell. In entrambe le stagioni in cui ha corso i piloti sono stati Mansell e Riccardo Patrese.
È una delle più vincenti e sofisticate vetture nella storia della Formula 1 e viene tuttora ricordata con un nomignolo (l'auto venuta da un altro pianeta) affibbiatole nel 1992, grazie alla sua superiorità sulle vetture avversarie. È inoltre ricordata positivamente dagli appassionati per la sua estetica morbida e proporzionata.

## Sviluppo

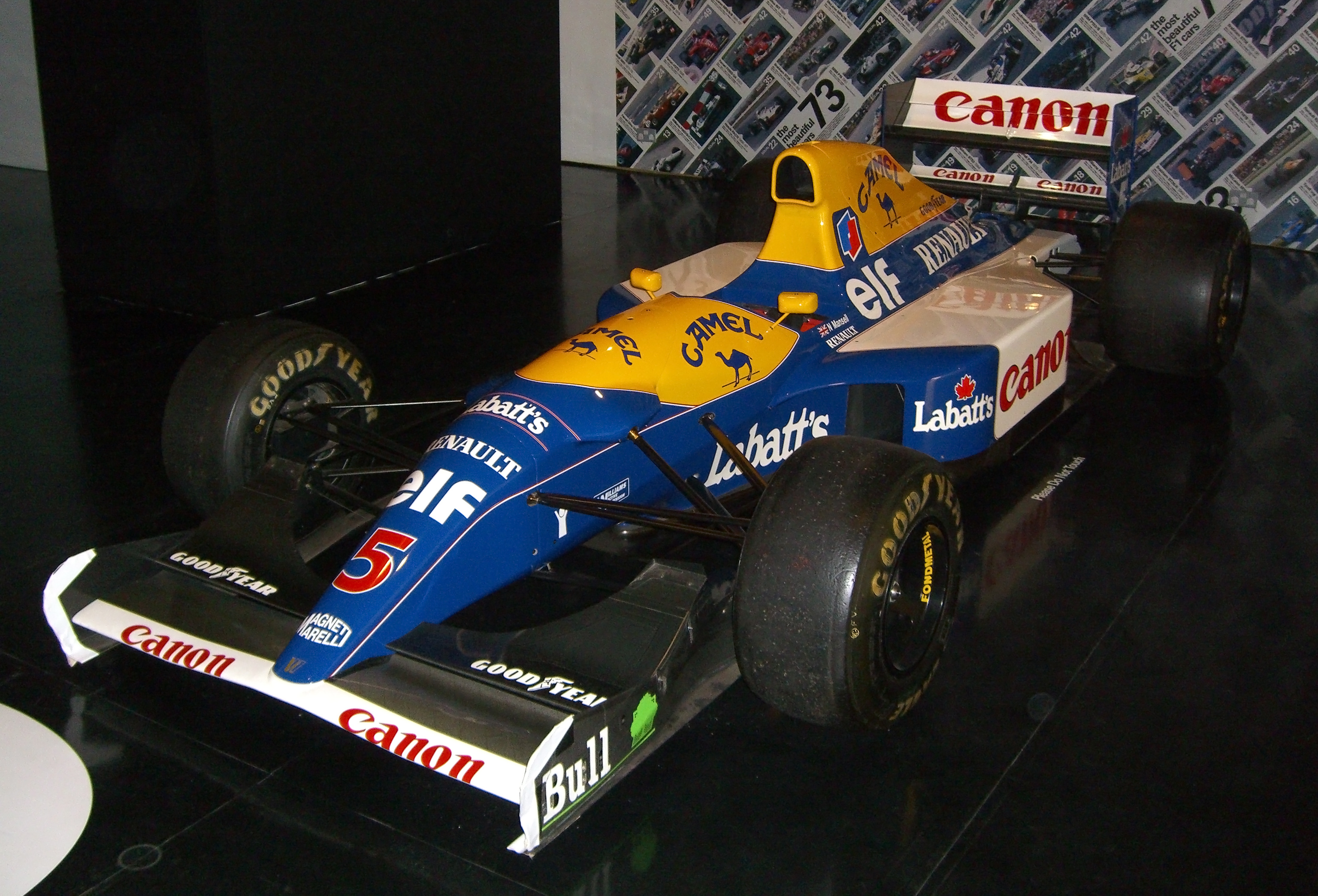
Una Williams FW14B in esposizione.

La vettura nacque dalla necessità, avvertita in egual misura dalla Williams e dal suo partner Renault, di effettuare un ulteriore salto di qualità dopo due stagioni, il 1989 ed il 1990, caratterizzate da buone prestazioni ma non pienamente soddisfacenti. Adrian Newey, proveniente dalla March a metà della stagione 1990, iniziò immediatamente a lavorare sul progetto riguardante la vettura per il 1991. Nella sua sino ad allora breve carriera in Formula 1 il progettista inglese aveva disegnato vetture decisamente innovative dal punto di vista aerodinamico, tanto da risultare fin troppo estreme e molto difficili da mettere a punto. Le scarse risorse economiche della March non permisero mai un adeguato sviluppo, rivelandosi uno dei motivi degli scarsi risultati ottenuti dalla March (e poi Leyton House) tra il 1989 e il 1990, ma il budget messo a disposizione dalla Williams e la collaborazione con uno dei migliori direttori tecnici di sempre quale Patrick Head permisero ad Adrian Newey di sviluppare concretamente e sino in fondo le proprie idee, realizzando allo stesso tempo una vettura avveniristica ma comunque facile da regolare e da guidare.
Il progetto, mostrato a Nigel Mansell, era talmente valido da convincere il pilota inglese ad accantonare i suoi progetti di ritiro dalle corse facendo così ritorno alla corte di Frank Williams dopo il controverso biennio passato in Ferrari. La vettura, spinta dal nuovo motore Renault RS3 V10 da 3500 cm³, molto più leggero e compatto del propulsore dell'anno prima e dotato di distribuzione a valvole con richiamo pneumatico e, in un secondo momento, anche di tromboncini di aspirazione ad altezza variabile, era la monoposto più sofisticata in griglia già nella versione originale nel 1991, ma fu soprattutto la FW14B del 1992, equipaggiata di cambio semiautomatico, sospensioni attive, controllo della trazione e, per un breve periodo, ABS, a risultare talmente avveniristica da non poter essere assolutamente paragonata alle vetture concorrenti come la McLaren MP4/6, la Ferrari F92 A oppure la Lotus 107. La FW14B ebbe un successo talmente grande che la sua erede, la FW15C, pronta a debuttare a metà stagione, non fu mai utilizzata nel 1992 ma fu riservata alla stagione 1993.

## Carriera agonistica

### 1991
La FW14 debuttò al Gran Premio degli Stati Uniti del 1991 e si dimostrò subito velocissima anche se poco affidabile. Nelle prime cinque gare, infatti, nonostante le brillanti prestazioni in prova, i piloti della Williams riuscirono ad ottenere soltanto due secondi posti, in Brasile con Patrese e poi a Monaco con Mansell ed un terzo posto in Canada con l'italiano. I problemi, che afflissero soprattutto Mansell, erano dovuti alla fragilità del nuovo cambio semiautomatico. A partire dal Gran Premio del Messico e per tutta la parte centrale della stagione la Williams FW14 dominò la scena, permettendo ai suoi piloti di vincere sette Gran Premi (cinque vittorie per Mansell e due per Patrese) e soltanto l'affidabilità della McLaren, uno straordinario Ayrton Senna, oltre ad una certa dose di sfortuna (in Canada Mansell fu costretto a fermarsi all'ultimo giro per un problema elettrico mentre era in testa; in realtà sembra fu un errore del campione inglese che fece scendere troppo i giri del motore facendolo spegnere, ed in Portogallo l'inglese dopo aver dominato tutta la prima parte di gara viene squalificato per aver sostituito una gomma fuori dalla zona deputata per rimediare ad un pasticcio combinato dai suoi meccanici) impedirono a Mansell di conquistare il suo primo titolo mondiale ed al team di primeggiare tra i costruttori.
La stagione della Williams si concluse con il secondo posto nella classifica costruttori, fra i piloti Mansell si classificò al secondo posto e Patrese al terzo. Nonostante l'affermazione dei rivali, la superiorità della vettura di Grove era evidente e in tanti, Ayrton Senna in primis, avevano capito che la McLaren l'anno successivo avrebbe difeso il titolo mondiale con moltissime difficoltà.

### 1992
In vista della successiva stagione vennero migliorati il cambio e le sospensioni attive, tanto che la vettura si rivelò così nettamente superiore alle altre da essere soprannominata la vettura venuta da un altro pianeta. La Williams instaurò definitivamente il dominio tecnico già manifestato nel 1991 e che durerà fino al 1997. Mansell conquistò il titolo piloti ottenendo nove vittorie e tre secondi posti, mentre la Williams vinse il quinto titolo costruttori con 10 vittorie e 164 punti, 65 in più della McLaren-Honda.

## Risultati in Formula 1
| Anno | Team        | Motore              | Gomme | Piloti  |     |     |     |     |   |   |   |     |   |   |     |     |    |   |     |   | Punti | Pos. |
| ---- | ----------- | ------------------- | ----- | ------- | --- | --- | --- | --- | - | - | - | --- | - | - | --- | --- | -- | - | --- | - | ----- | ---- |
| 1991 | Williams F1 | Renault RS3 3.5 V10 | G     | Mansell | Rit | Rit | Rit | 2   | 6 | 2 | 1 | 1   | 1 | 2 | Rit | 1   | SQ | 1 | Rit | 2 | 125   | 2º   |
| 1991 | Williams F1 | Renault RS3 3.5 V10 | G     | Patrese | Rit | 2   | Rit | Rit | 3 | 1 | 5 | Rit | 2 | 3 | 5   | Rit | 1  | 3 | 3   | 5 | 125   | 2º   |